# Division d'Honneur 1911-1912
La Division d'Honneur 1911-1912 è stata la 17ª edizione della massima serie del campionato belga di calcio disputata tra il 17 settembre 1911 e il 2 giugno 1912 e conclusa con la vittoria del Daring Club de Bruxelles, al suo primo titolo.
Capocannoniere del torneo fu Maurice Bunyan (Daring Club de Bruxelles), con 33 reti.

## Formula
Le squadre partecipanti furono dodici e disputarono un turno di andata e ritorno per un totale di 22 partite.
Le ultime due classificate vennero retrocesse in Promotion.

## Squadre
| Squadra                   | Città        | Stadio | Stagione 1910-1911  |
| ------------------------- | ------------ | ------ | ------------------- |
| RC Malines                | Malines      |        | 8°                  |
| RC de Gand                | Gand         |        | Promotion           |
| Léopold Club de Bruxelles | Bruxelles    |        | 9°                  |
| Racing Club Bruxelles     | Uccle        |        | 5°                  |
| FC Brugeois               | Bruges       |        | 2°                  |
| Beerschot AC              | Anversa      |        | 6°                  |
| CS Brugeois               | Bruges       |        | Campione del Belgio |
| Anversa                   | Anversa      |        | 7°                  |
| Union Saint-Gilloise      | Saint-Gilles |        | 4°                  |
| Daring Club de Bruxelles  | Bruxelles    |        | 3°                  |
| Excelsior SC de Bruxelles | Forest       |        | 10°                 |
| Standard Liegi            | Liegi        |        | 11°                 |

## Classifica finale
|                   | Pos. | Squadra                   | Pt | G  | V  | N | P  | GF | GS | DR  |
| ----------------- | ---- | ------------------------- | -- | -- | -- | - | -- | -- | -- | --- |
| Belgio (bandiera) | 1.   | Daring Club de Bruxelles  | 38 | 22 | 18 | 2 | 2  | 79 | 15 | +64 |
|                   | 2.   | Union Saint-Gilloise      | 36 | 22 | 17 | 2 | 3  | 83 | 24 | +59 |
|                   | 3.   | Racing Club de Bruxelles  | 29 | 22 | 13 | 3 | 6  | 72 | 27 | +45 |
|                   | 4.   | FC Brugeois               | 29 | 22 | 11 | 7 | 4  | 47 | 25 | +22 |
|                   | 5.   | CS Brugeois               | 27 | 22 | 11 | 5 | 6  | 56 | 29 | +27 |
|                   | 6.   | Anversa                   | 20 | 22 | 9  | 2 | 11 | 33 | 57 | -24 |
|                   | 7.   | RC de Gand                | 17 | 22 | 5  | 7 | 10 | 26 | 45 | -19 |
|                   | 8.   | Excelsior SC de Bruxelles | 16 | 22 | 5  | 6 | 11 | 23 | 61 | -38 |
|                   | 9.   | Standard Liegi            | 15 | 22 | 6  | 3 | 13 | 29 | 85 | -56 |
|                   | 10.  | Beerschot AC              | 14 | 22 | 5  | 4 | 13 | 20 | 60 | -40 |
|                   | 11.  | RC Malines                | 13 | 22 | 3  | 7 | 12 | 24 | 42 | -18 |
|                   | 12.  | Léopold Club de Bruxelles | 10 | 22 | 3  | 4 | 15 | 24 | 46 | -22 |

Legenda:

      Campione del Belgio
      Retrocesso in Promotion
Note:

Due punti a vittoria, uno a pareggio, zero a sconfitta.

### Verdetti
- Daring Club de Bruxelles campione del Belgio 1911-12.
- RC Malines e Léopold Club de Bruxelles retrocesse in Promotion.